# Camilla glabra
Camilla glabra är en tvåvingeart som först beskrevs av Fallen 1823.  Camilla glabra ingår i släktet Camilla och familjen gnagarflugor.
Artens utbredningsområde är Ontario. Arten är reproducerande i Sverige. Inga underarter finns listade i Catalogue of Life.